# Olympic Club Charleroi
Olympic Club Charleroi is een Belgische voetbalclub uit Charleroi. De club is bij de Voetbalbond aangesloten met stamnummer 246 en heeft zwart-wit als kleuren. De club ontstond in 2019 als fusie van Royal Olympic Club de Charleroi en Châtelet-Farciennes SC.

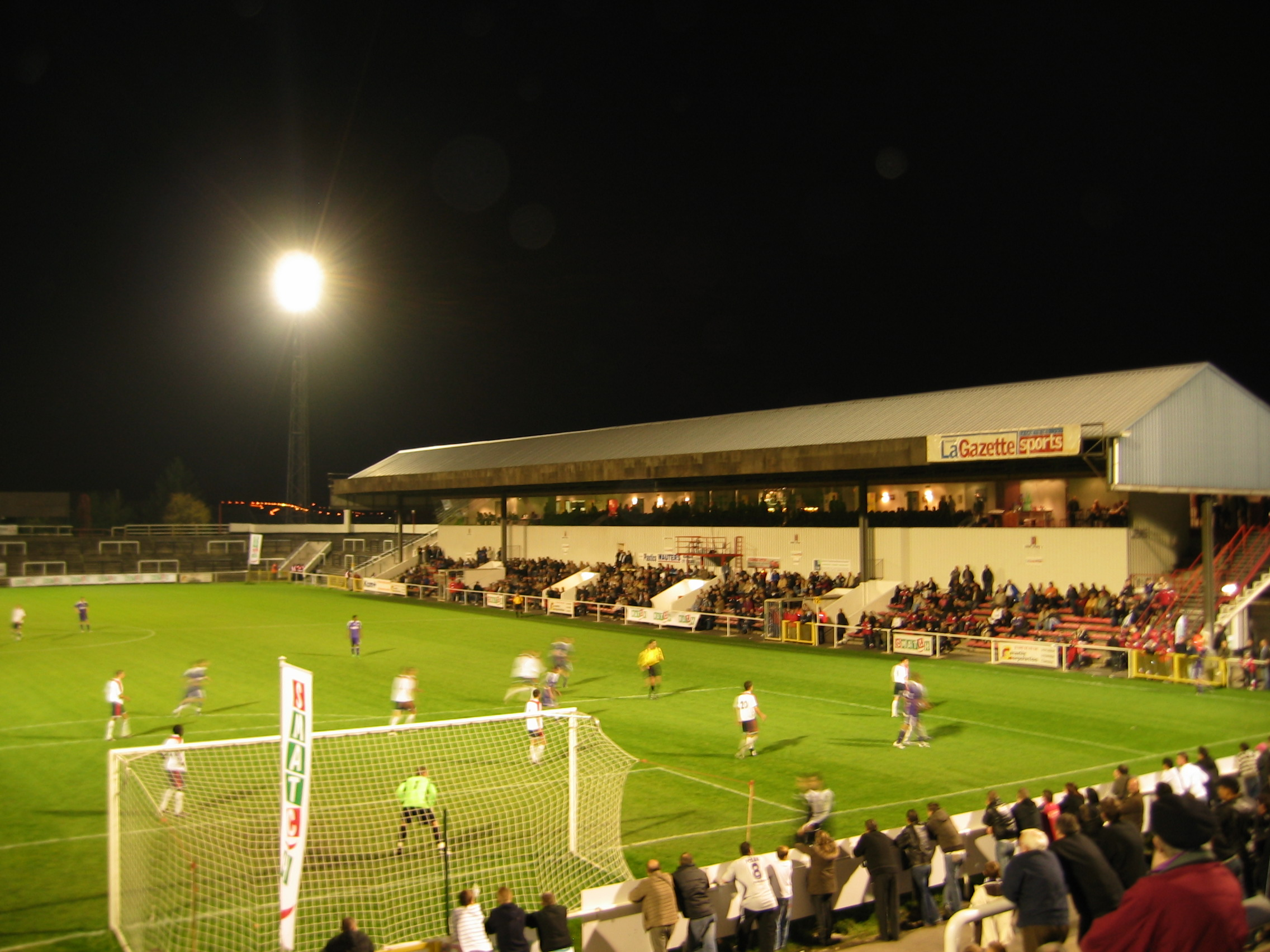
Stade de Neuville tijdens de vriendschappelijke wedstrijd tegen RSC Anderlecht

## Geschiedenis
In 2019 fuseerden Royal Olympic Club de Charleroi uit Derde klasse amateurs en eerste amateurklasser Châtelet-Farciennes SC, dat stamnummer 725 droeg. De club ging verder onder de naam Olympic Charleroi Châtelet Farciennes. Omdat Châtelet-Farciennes in Eerste klasse amateurs speelde, mocht de nieuwe ploeg in het eerste seizoen meteen aantreden op het hoogste amateurniveau van België. De club mocht het stamnummer van Olympic Charleroi overnemen. In 2020 werd de naam van de club gewijzigd in Olympic Club Charleroi.

## Resultaten
| Seizoen                                   | Klasse | Klasse | Klasse | Klasse | Klasse | Klasse | Reeks                                                    | Punten                                                   | Opmerkingen                                                                  | Beker van België |
|                                           | 1A     | 1B     | 1Am    | 2Am    | 3Am    | 1Pr    | Vanaf 2016-17 zijn er 3 nationale en 2 regionale niveaus | Vanaf 2016-17 zijn er 3 nationale en 2 regionale niveaus | Vanaf 2016-17 zijn er 3 nationale en 2 regionale niveaus                     | Beker van België |
| ----------------------------------------- | ------ | ------ | ------ | ------ | ------ | ------ | -------------------------------------------------------- | -------------------------------------------------------- | ---------------------------------------------------------------------------- | ---------------- |
| Als Olympic Charleroi Châtelet Farciennes |        |        |        |        |        |        |                                                          |                                                          |                                                                              |                  |
| 2019/20                                   |        |        | 10     |        |        |        | Eerste klasse am.                                        | 30                                                       | Competitie vroegtijdig stopgezet door de coronacrisis.                       | R4               |
| Als Royal Olympic Club de Charleroi       |        |        |        |        |        |        |                                                          |                                                          |                                                                              |                  |
| 2020/21                                   |        |        | -      |        |        |        | Eerste nationale                                         | -                                                        | Competitie vroegtijdig stopgezet door de coronacrisis, resultaten geschrapt. | 1/8              |
| 2021/22                                   |        |        | 5      |        |        |        | Eerste nationale                                         | 46                                                       |                                                                              | R4               |
| 2022/23                                   |        |        | 7      |        |        |        | Eerste nationale                                         | 60                                                       |                                                                              | R3               |
| 2023/24                                   |        |        | 7      |        |        |        | Eerste nationale                                         | 50                                                       |                                                                              | 1/16 finale      |
| 2024/25                                   |        |        | 1      |        |        |        | Eerste nationale ACFF                                    | 47                                                       | Kampioen                                                                     | 1/16 finale      |
| 2025/26                                   |        |        |        |        |        |        | Eerste klasse B                                          |                                                          |                                                                              | -                |

## Bekende (ex-)spelers
- Cas Janssens
- Laurent Castellana
- Luca Napoleone